# 朗韦莱克
朗韦莱克（法語：Lanvellec，法語發音：[lɑ̃vɛlɛk] ⓘ）是法国阿摩尔滨海省的一个市镇，位于该省西部偏北，属于拉尼永区。

## 地理
朗韦莱克（48°37'8"N, 3°32'10"W）面积18.92 平方千米，位于法国布列塔尼大區阿摩尔滨海省，该省份为法国西北部沿海省份，位于布列塔尼半岛北部，北濒大西洋英吉利海峡，西接菲尼斯泰尔省，南至莫尔比昂省，东临伊勒-维莱讷省。
与朗韦莱克接壤的市镇（或旧市镇、城区）包括：普卢阿雷特、普卢内兰、普卢内韦莫埃代克、普卢泽朗布尔、普吕菲尔、特雷迪代尔。

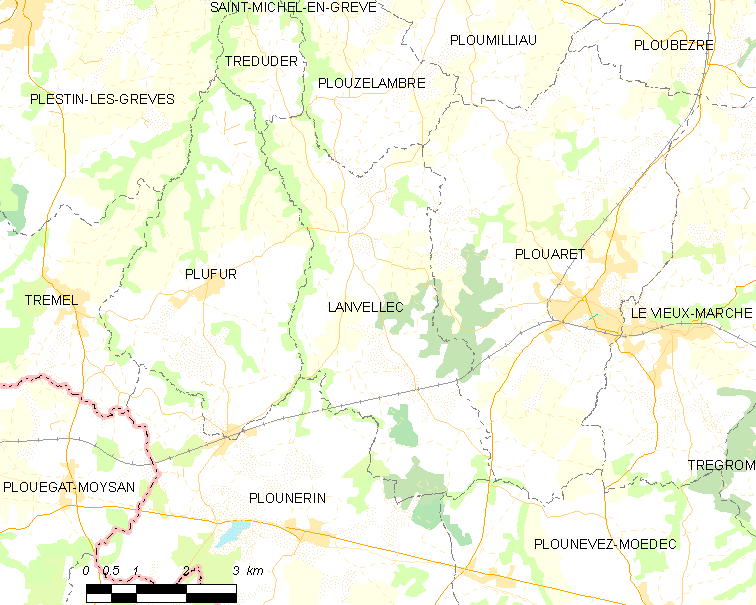
朗韦莱克的OSM定位图

朗韦莱克的时区为UTC+01:00、UTC+02:00（夏令时）。

## 行政
朗韦莱克的邮政编码为22420，INSEE市镇编码为22119。

## 政治
朗韦莱克所属的省级选区为普莱斯坦莱格雷沃县。

## 人口

1962-2008年间朗韦莱克人口变化图示

朗韦莱克于2022年1月1日时的人口数量为602人。